# Sopot (Dolj)
Sopot es una comuna ubicada en el distrito de Dolj, Rumania.

## Superficie
Posee una superficie de 55,43 kilómetros cuadrados.

## Demografía
Hasta 2021 la población era de 1646 habitantes, con una densidad de población de 29,70 habitantes por kilómetro cuadrado.